# Thibaut Vallette
Thibaut Vallette, född den 18 januari 1974 i Saumur, är en fransk ryttare.
Han tog OS-guld i lagtävlingen i fälttävlan i samband med de olympiska tävlingarna i ridsport 2016 i Rio de Janeiro.